# Jan Šilinger
Jan Šilinger (* 27. května 1988) je český fotbalový obránce, momentálně hrající za český prvoligový celek FC Vysočina Jihlava.

## Kariéra
S fotbalem začínal v TJ Sokol Hevlín, v jedenácti letech zamířil do TJ Cukrovar Hrušovany nad Jevišovkou, za který si v roce 2003 odbyl premiéru za dospělé – v krajském přeboru. Odtud ve stejném roce zamířil do 1. FC Slovácko, zájem mělo i 1. FC Brno. Na Slovácku ho vzal trenér Pavel Malura do áčka, ale v něm se neprosadil a hrál za "B" tým. Později přestával hrát i za béčko a v roce 2009 zamířil do 1. SC Znojmo, kterému pomohl k postupu z MSFL do 2. ligy. Na podzim 2010 se předvedl ve výborném světle a začali se o něj zajímat různé týmy. V zimě trénoval s FC Zbrojovka Brno, z dalších českých prvoligových týmů se o něj zajímali AC Sparta Praha, FC Viktoria Plzeň, FC Hradec Králové, FK Dukla Praha, ze slovenských prvoligových celků pak MŠK Žilina, FK Dukla Banská Bystrica a MFK Ružomberok. Nakonec se rozhodl zůstat ve 2. lize a přestoupil do FC Vysočina Jihlava. V sezoně 2010/11 však nedostával mnoho příležitostí a po příchodu Tomáše Josla před následující sezonou odešel v září 2012 na hostování do Znojma. V prosinci téhož roku si jej však trenér František Komňacký z hostování stáhl a zařadil do zimní přípravy. Za trenéra Komňackého, ani posléze za Petra Rady, se do užšího kádru "A" týmu neprobojoval a na konci března 2014 odešel hostovat do třetiligového MSK Břeclav.

### MSK Břeclav
Z důvodu zranění, které si přivodil v přípravném zápase s TJ Sokol Tasovice (0:2), si premiéru za břeclavský celek odbyl až v půlce dubna, když v záchranářském duelu s FC ŽĎAS Žďár nad Sázavou (2:2) odehrál 86 minut, než je vystřídal Tomáš Benetka. Tentýž hráč jej střídal také v následujícím utkání s FK Slavia Orlová (0:0), tentokrát již v 83. minutě. Teprve třetí zápas, proti SK Uničov (0:1), odehrál celý. V následujícím zápase s FC Hlučín (2:1) vydržel na hřišti pouhých 15 minut, poté jej vystřídal David Jukl. Následující dva zápasy vynechal, do hry se vrátil v souboji s 1. HFK Olomouc (1:4) a v 58. minutě ho kvůli zranění nahradil David Kočiš. Následující duel na hřišti rezervy Fastavu Zlín (2:3) tak vynechal, v duelu s rezervou Slovácka (1:0) se do sestavy vrátil a v 80. minutě ho střídal Jan Hloch. V základní sestavě nastoupil také v předposledním kole na hřišti Sulka Zábřeh (2:1) a měl velkou zásluhu na druhé brance hostů, když si jeho centr ve 24. minutě srazil domácí obránce do brány; v nastavení ho vystřídal Radek Svoboda. V posledním zápase proti 1. SC Prostějov (0:2) odehrál pouze 55 minut, než jej vystřídal Patrik Levčík.
Celkem za Břeclav (i vinou dvou zranění) odehrál 8 zápasů, gólově se ovšem neprosadil.

## Úspěchy
- 1. SC Znojmo
  - postup do 2. ligy (2009/10)
- FC Vysočina Jihlava
  - postup do Gambrinus ligy (2011/12)

## Agent
- Ondrej Chovanec